# العدوة (الشرقية)
قرية العدوة هي إحدى القرى التابعة لمركز ههيا في محافظة الشرقية في جمهورية مصر العربية. حسب إحصاءات سنة 2006، بلغ إجمالي السكان في العدوة 10650 نسمة، منهم 5327 رجل و5323 امرأة. ومن علامها المفكر الإسلامي خالد محمد خالد.، ومحمد مرسي أول رئيس مدني منتخب لجمهورية مصر العربية وأول رئيس لحزب الحرية والعدالة المصري الذراع السياسي لجماعة الإخوان المسلمين في مصر.

## التاريخ
قرية العدوة من القرى القديمة، حيث وردت باسم «عدوة صبيح» في أعمال الشرقية ضمن قرى الروك الصلاحي التي أحصاها ابن مماتي في كتاب قوانين الدواوين، كما وردت باسم «عدوة صبيح» في أعمال الشرقية ضمن قرى الروك الناصري التي أحصاها ابن الجيعان في كتاب «التحفة السنية بأسماء البلاد المصرية». وفي العصر العثماني ورد اسم «عدوة صبيح» في تربيع سنة 933هـ/1527م الذي أجراه الوالي العثماني سليمان باشا الخادم في عصر السلطان العثماني سليمان القانوني ضمن قرى ولاية الشرقية، وفي تاريخ 1228هـ/1813م الذي عدّ قرى مصر بعد المسح الذي قام به محمد علي باشا باسم «العدوة» ضمن قرى مديرية الشرقية.

## أعلام
- المفكر الإسلامي خالد محمد خالد.[3]
- محمد مرسي أول رئيس مدني منتخب لجمهورية مصر العربية وأول رئيس لحزب الحرية والعدالة المصري الذراع السياسي لجماعة الإخوان المسلمين في مصر.